# تلمبه حمزه فخرایی
تلمبه حمزه فخرایی یک منطقهٔ مسکونی در ایران است که در دهستان بنارویه واقع شده‌است. تلمبه حمزه فخرایی ۷ نفر جمعیت دارد.